# Comunidad de comunas del Valle del Aisne
La Comunidad de comunas del Valle del Aisne se sitúa en una elevación de cerca del Chemin des Dames Point, Fort Conde. Es un monumento histórico construido entre 1877 y 1882. Este monumento histórico es parte del sistema de defensa de Francia creado por el general Sere de Rivieres tras la derrota de 1870. Es parte de la Línea Maginot francesa de Vauban.
Con una impresionante tamaño (5 ha intramural), la fortaleza se ve como un pentágono oculto bajo tres pies de suelo y vegetación. Construido totalmente en piedra, que combina el diseño funcional, con una preocupación genuinamente estética.
Es administrado por la comunidad de municipios del Val de l'Aisne, que abrió sus puertas al público en 2003. La fortaleza ofrece visitas (guiadas o libres), conciertos y exposiciones de arte. 